# 26214 Kalinga
26214 Kalinga è un asteroide della fascia principale. Scoperto nel 1997, presenta un'orbita caratterizzata da un semiasse maggiore pari a 2,8521161 UA e da un'eccentricità di 0,0574587, inclinata di 10,67369° rispetto all'eclittica.